# Puppentrickfilm

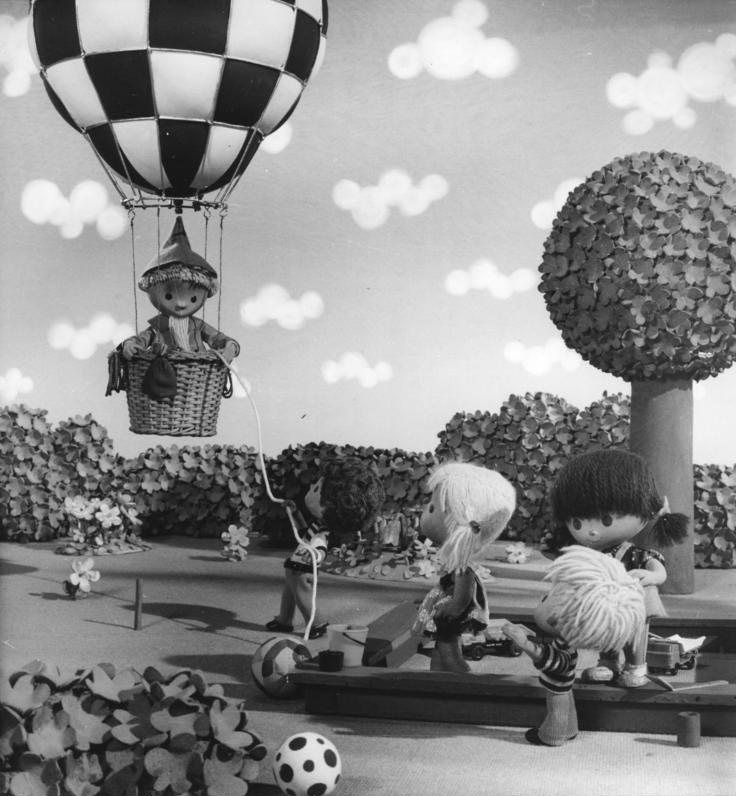
Puppentrickfilmreihe aus Deutschland: Unser Sandmännchen

Ein Puppentrickfilm, auch Puppenanimationsfilm, ist ein Film, für den Puppen Bild für Bild verändert und somit einzelbildweise aufgenommen werden, um sich im fertigen Film flüssig zu bewegen (Stop-Motion). Nicht zum Puppentrickfilm gehören Marionettenfilme oder andere Filme, bei denen der Puppenspieler in „Echtzeit“ agiert oder gar im Bild zu sehen ist. Die Größe des Szenenbildes orientiert sich im Maßstab an den Puppen.

## Herstellungstechnik
Die Köpfe der Puppen sind meistens aus Holz geschnitzt, können aber auch aus Papiermaché, Hartgips oder einem festen Kunststoff bestehen. Dies führt aber gerade bei einem Dialog oder Monolog der Figuren zu einem sehr großen Aufwand der Produktion, da für die Veränderung der Mimik entweder sehr viele verschiedene Köpfe vorhanden, oder die Mund bzw. Augenpartie austauschbar sein müssen.
Die „Skelette“ der Puppen bestehen meist aus metallenen oder stählernen Kugelgelenkarmaturen. Weiters können aber auch Puppen mit Drahtskelett sowie Knetfiguren verwendet werden. Wichtig ist dabei, dass die Gelenke der Puppen dem Animator genügend Freiheit lassen, um alle Bewegungen relativ naturgetreu ausführen zu können. Gleichzeitig muss aber auch sichergestellt sein, dass sie bei jeder Aufnahme so stehen bleiben, wie sie eingestellt sind, sich also die Position der einzelnen Gliedmaßen nicht zu stark verändert. Nach jeder Aufnahme muss die Haltung der Figur minimal in Richtung der gewünschten Gesamtbewegung verändert werden. Um diesen ohnehin schon sehr langwierigen Prozess nicht noch länger zu gestalten, werden die Puppen oft mit Stiften oder Schrauben fixiert, um nicht umzufallen. Einen besonderen Vorteil bietet diese Animationstechnik durch die Möglichkeit der beliebigen Positionierung der Kamera, sowie die Ausführung von Schwenks, Kamerafahrten oder Zooms.
Der Puppentrickfilm ist nicht zu verwechseln mit dem Puppetoon, bei dem statische Puppen verwendet werden.

## Geschichte
Der Puppentrickfilm ist eine der ältesten Kinoerfindungen. Sein erster Meister war der Pole Wladislaw Alexandrowitsch Starewitsch (1882–1965), der seit 1910 in Russland und ab 1920 in Frankreich arbeitete und dessen Animation von einer heute noch immer unerreichten Perfektion und Flüssigkeit ist. 
In Deutschland etablierten sich auf diesem Feld die Gebrüder Ferdinand Diehl (1901–1992) und Hermann Diehl (1906–1983), die 1937 mit Die sieben Raben den ersten abendfüllenden deutschen Puppentrickfilm schufen. Weitere Puppentrickfilme der beiden waren u. a. Der Wettlauf zwischen dem Hasen und dem Igel nach den Gebrüdern Grimm (1938/39),  Der Wolf und die sieben Geißlein (1939) sowie Der gestiefelte Kater (1940) und Die Erstürmung einer mittelalterlichen Stadt (1943/50). In den 1950er Jahren entstanden die Mecki-Kinderkurzfilme.
Weitere Heimstätten des Puppentrickfilms nach dem Zweiten Weltkrieg waren die Trickfilmstudios der Ostblock-Staaten, vor allem Polens (Tadeusz Wilkosz u. a.), der ČSSR (Jiří Trnka u. a.) und DDR, aus der so bekannte Puppentrickfiguren wie das auch heute noch populäre Sandmännchen kamen. Aber auch im Westen entstanden in den 1970ern und 1980ern einige Puppentrickserien für Kinder, etwa die 1978 bis 1982 in polnisch-österreichischer Koproduktion gedrehte Serie Die Mumins. Seit den 1990ern sind die Kreationen von Nick Parks Aardman Animation-Studio wie Wallace & Gromit und Shaun das Schaf die bekanntesten Vertreter dieses Genres.
Puppentrickfilm fristet heutzutage ein Nischendasein im Kinderprogramm des Fernsehens, auch wenn Henry Selicks The Nightmare Before Christmas 1993 und die Filme von Aardman Animations überdurchschnittlich erfolgreich waren. Ein weiteres Beispiel ist Suzie Templetons Kurzfilm Peter und der Wolf von 2006. In neuester Zeit wird die Puppentrickfilm-Ästhetik in reinen computeranimierten Filmen wiederbelebt (z. B. in Toy Story, The Magic Roundabout).